# IC 5296
IC 5296 ist eine Balken-Spiralgalaxie vom Hubble-Typ SBb im Sternbild Pegasus am Nordsternhimmel. Sie ist schätzungsweise 370 Millionen Lichtjahre von der Milchstraße entfernt und hat einen Durchmesser von etwa 95.000 Lj.
Im selben Himmelsareal befinden sich u. a. die Galaxien NGC 7548, IC 5293, IC 5295, IC 5297.
Das Objekt wurde am 22. November 1899 vom französischen Astronomen Stéphane Javelle entdeckt.